# Horšov
Horšov je vesnice, část města Horšovský Týn v okrese Domažlice v Plzeňském kraji. Nachází se asi jeden kilometr severozápadně od Horšovského Týna. Vede zde silnice II/200. Je zde evidováno 59 adres. V roce 2011 zde trvale žilo 185 obyvatel.
Horšov je také název katastrálního území o rozloze 4,49 km².

## Historie
První písemná zmínka o vesnici pochází z roku 1184.

## Obyvatelstvo
| Rok            | 1869 | 1880 | 1890 | 1900 | 1910 | 1921 | 1930 | 1950 | 1961 | 1970 | 1980 | 1991 | 2001 | 2011 | 2021 |
| -------------- | ---- | ---- | ---- | ---- | ---- | ---- | ---- | ---- | ---- | ---- | ---- | ---- | ---- | ---- | ---- |
| Počet obyvatel | 222  | 282  | 269  | 269  | 245  | 239  | 248  | 169  | 144  | 154  | 136  | 137  | 169  | 185  | 169  |
| Počet domů     | 21   | 24   | 24   | 27   | 25   | 25   | 33   | 37   | 37   | 35   | 38   | 43   | 50   | 57   | 61   |

## Obecní správa
Při sčítání lidu v letech 1850–1959 Horšov byl samostatnou obcí v okrese Horšovský Týn (v letech 1850–1910 Horšův Týn). Od roku 1960 je částí města Horšovský Týn v okrese Domažlice. V letech 1850–1920 k obci patřil Kocourov.

## Pamětihodnosti
- Kostel Všech svatých je původně románská stavba z poslední třetiny 12. století. Gotické přístavby ze 14. a 15. století (kaple svaté Barbory a štíhlá věž v západním průčelí). Zachován gotický krov a zbytky nástěnných maleb. Barokní přestavby především v interiéru a zařízení kostela, oltář z roku 1747. Značně zchátralý objekt rekonstruován v letech 2001–2005.
- Boží muka
- Horšovská obora s poplužním dvorem
- Vodní tvrz